# Phòng ăn

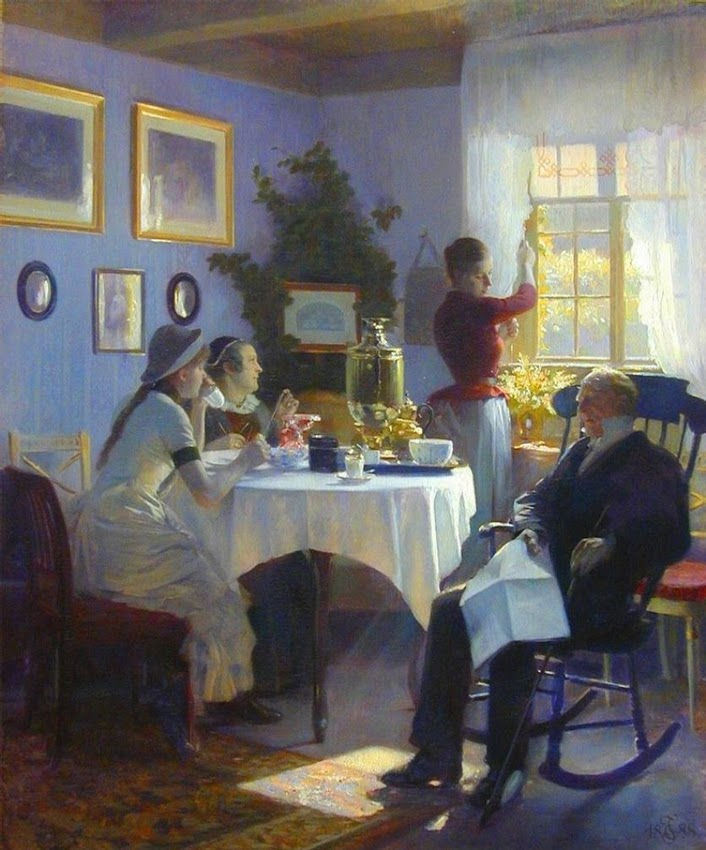
Một bữa ăn sáng tại phòng ăn

Phòng ăn là một không gian xây dựng hay một loại phòng trong một căn nhà để dành cho các hoạt động ăn, uống, là nơi tổ chức và chuẩn bị các bữa ăn, bữa tiệc. Trong thời hiện đại ngày nay, phòng ăn thường liền kề hay liên thông với nhà bếp để tiện cho việc phục vụ, mặc dù trước đây vào thời Trung cổ, phòng ăn được bố trí ở một không gian riêng biệt và trang trọng (nhất là các tầng lớp quyền quý, gia đình có điều kiện...).
Về kết cấu cơ bản, phòng ăn được trang bị với một bàn ăn khá lớn và một số ghế để phục vụ cho hoạt động ăn uống, hình dạng phổ biến nhất là chiếc bàn hình chữ nhật (hoặc hình tròn hay bầu dục ở một số nước châu Á) với hai chiếc ghế được xếp sát bàn ăn, thậm chí có một số ghế bố trí thành một hàng dài dọc bàn ăn.

## Lịch sử

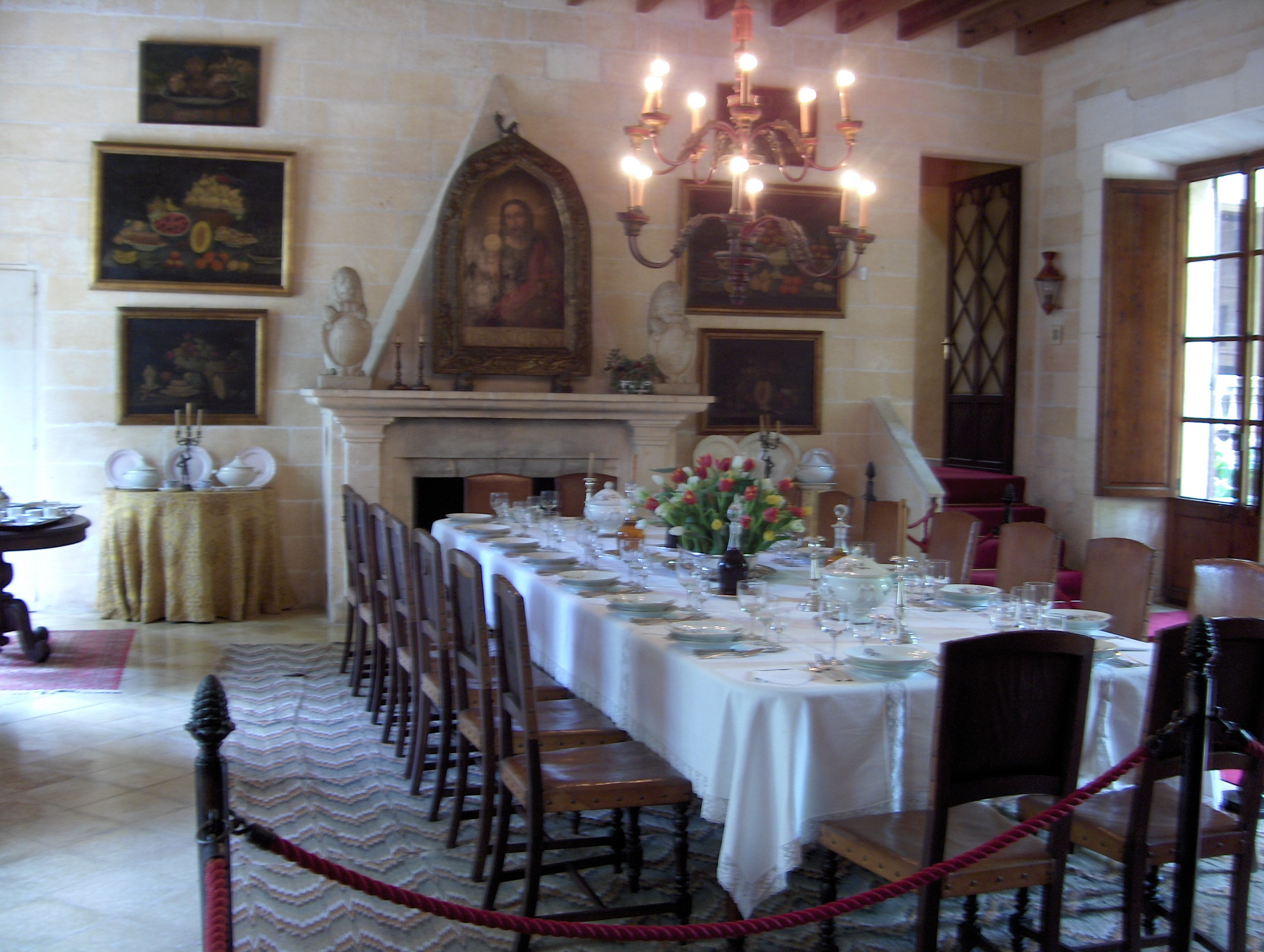
Một phòng ăn theo kiểu thời Trung Cổ

Trong thời Trung Cổ, tầng lớp thượng lưu người Anh và giới quý tộc châu Âu thời đó cư trú trong lâu đài hoặc những ngôi trang viện trong thái ấp của họ và ăn bữa tối giống như một đại lễ. Việc sắp xếp thứ tự ngồi theo trật tự thứ bậc của gia đình hay gia tộc đó. Người có quyền lớn nhất, thường là gia chủ hay người cao tuổi sẽ ngồi ở đầu bàn hình chữ nhật, những nhân vật quan trọng sẽ được sắp xếp tiếp theo, những nhân vật kém quan trọng hơn sẽ ngồi theo thứ tự xa dần với người đứng đầu.
Việc số lượng đông người tham dự những bữa ăn như vậy tạo bầu không khí nhộn nhịp giống như những buổi tiệc thực thụ. Những phòng ăn thời đó thường có ống khói lớn và trần nhà cao để thông khói. Theo thời gian, giới quý tộc đã nhiều bữa ăn của họ trong phòng khách, và phòng khách đã trở thành chức năng, một phòng ăn (hoặc đã được phân chia thành hai phòng riêng biệt).

## Hiện đại
Phòng ăn điển hình của Bắc Mỹ sẽ có một bàn ăn với ghế bố trí dọc theo hai bên đến cuối bàn và được bố trí những đồ nội thất khác, Trong các hộ gia đình Mỹ và Canada hiện đại, phòng ăn thường được bố trí liền kề với phòng khách và được sử dụng chỉ cho ăn chính thức với khách hoặc những dịp đặc biệt. Đối với bữa ăn chính thức hàng ngày, hầu hết các nhà ăn được bố trí liền kề với nhà bếp, nơi bàn ghế có thể được bày biện, đối với một căn nhà nhỏ và căn hộ có thể có một quầy bar ăn sáng thay cho phòng ăn.
Ở Anh, phòng ăn trong nhiều gia đình thường chỉ được sử dụng vào ngày chủ nhật, các bữa ăn khác được ăn trong nhà bếp. Ở Úc, trong khi việc sử dụng phòng ăn vẫn còn phổ biến nhưng những bữa ăn gia đình cũng thường được ăn tại quầy ăn sáng ở phía trước phòng giải trí (thường có một cái ti vi).

## Hình ảnh

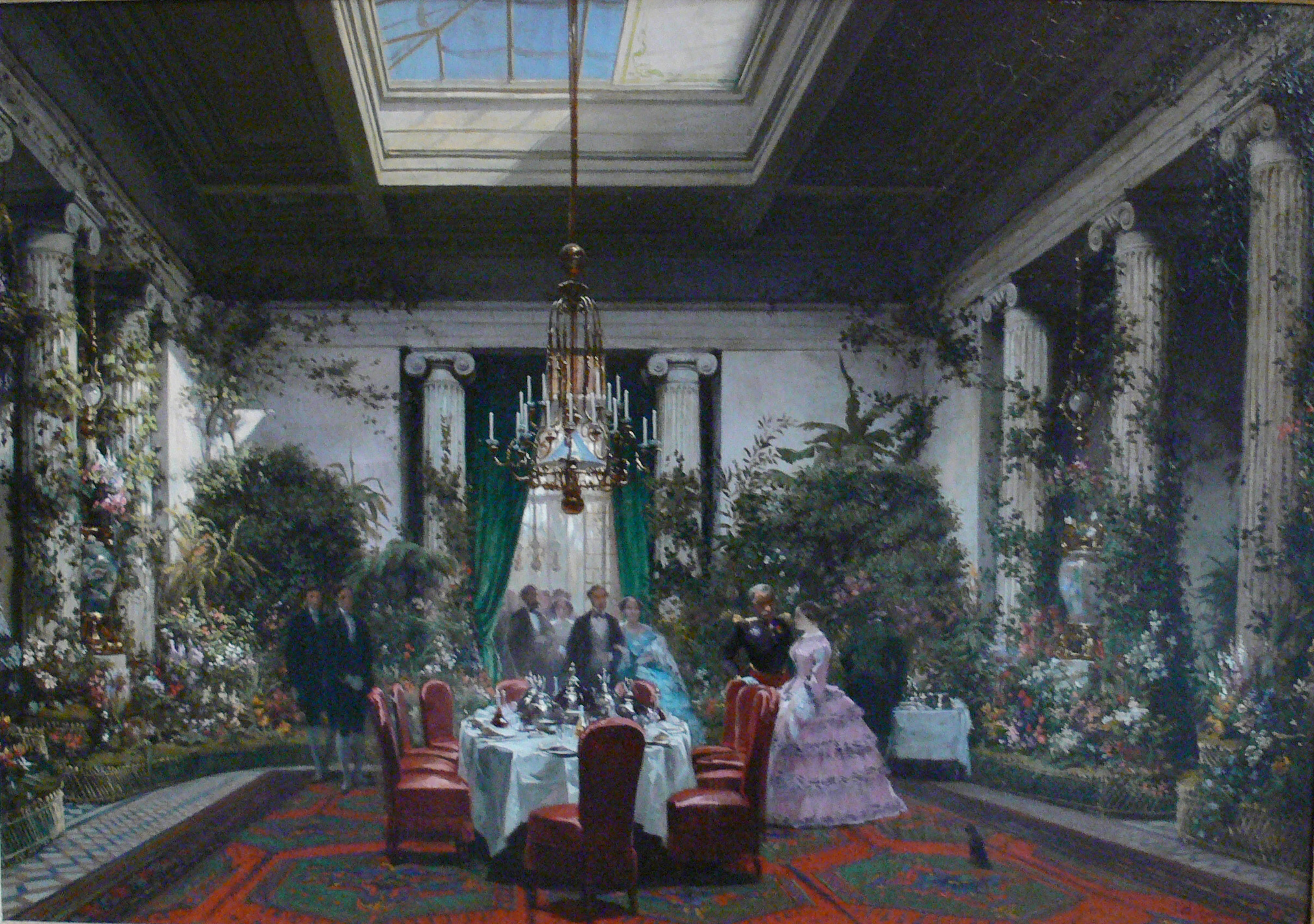
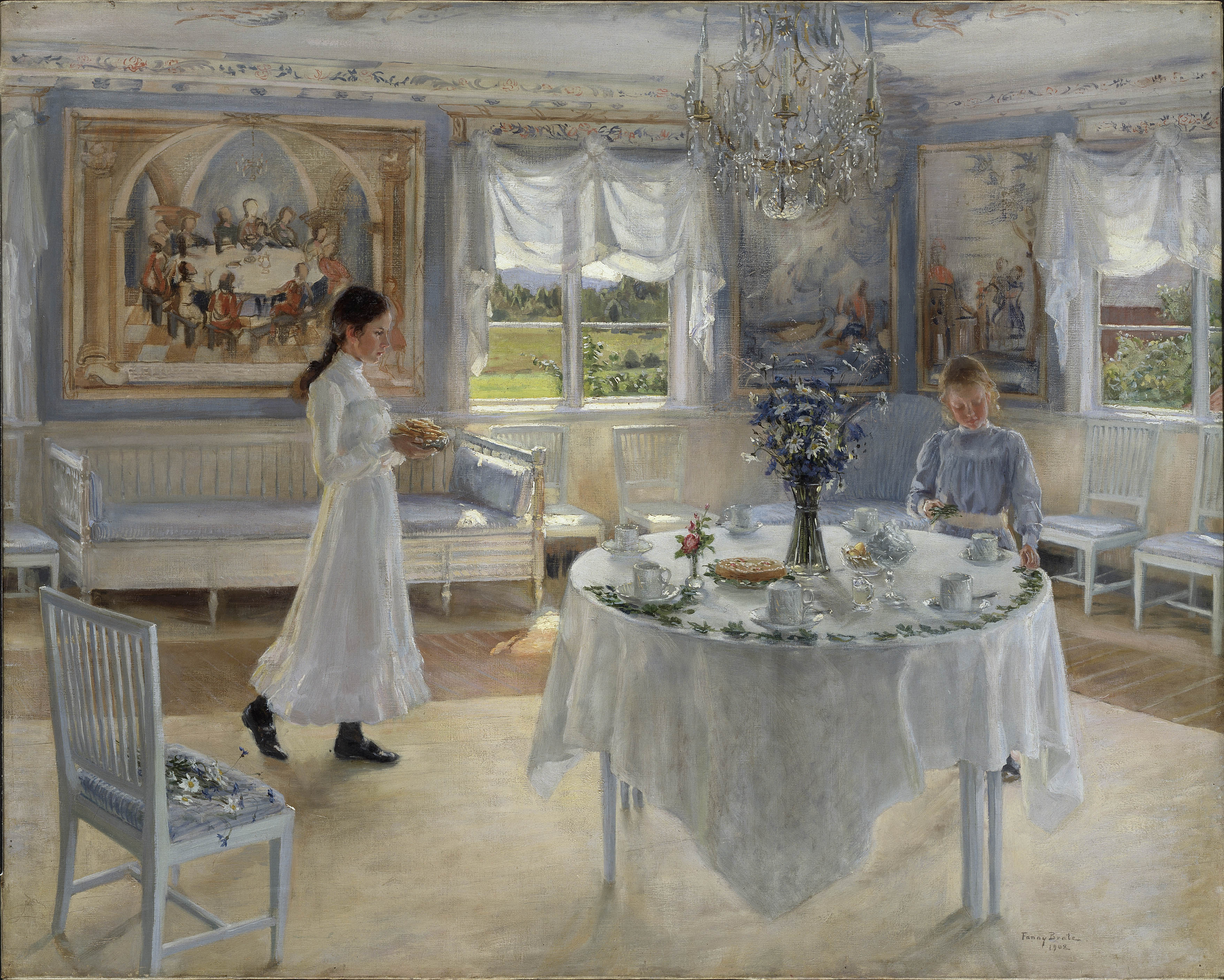
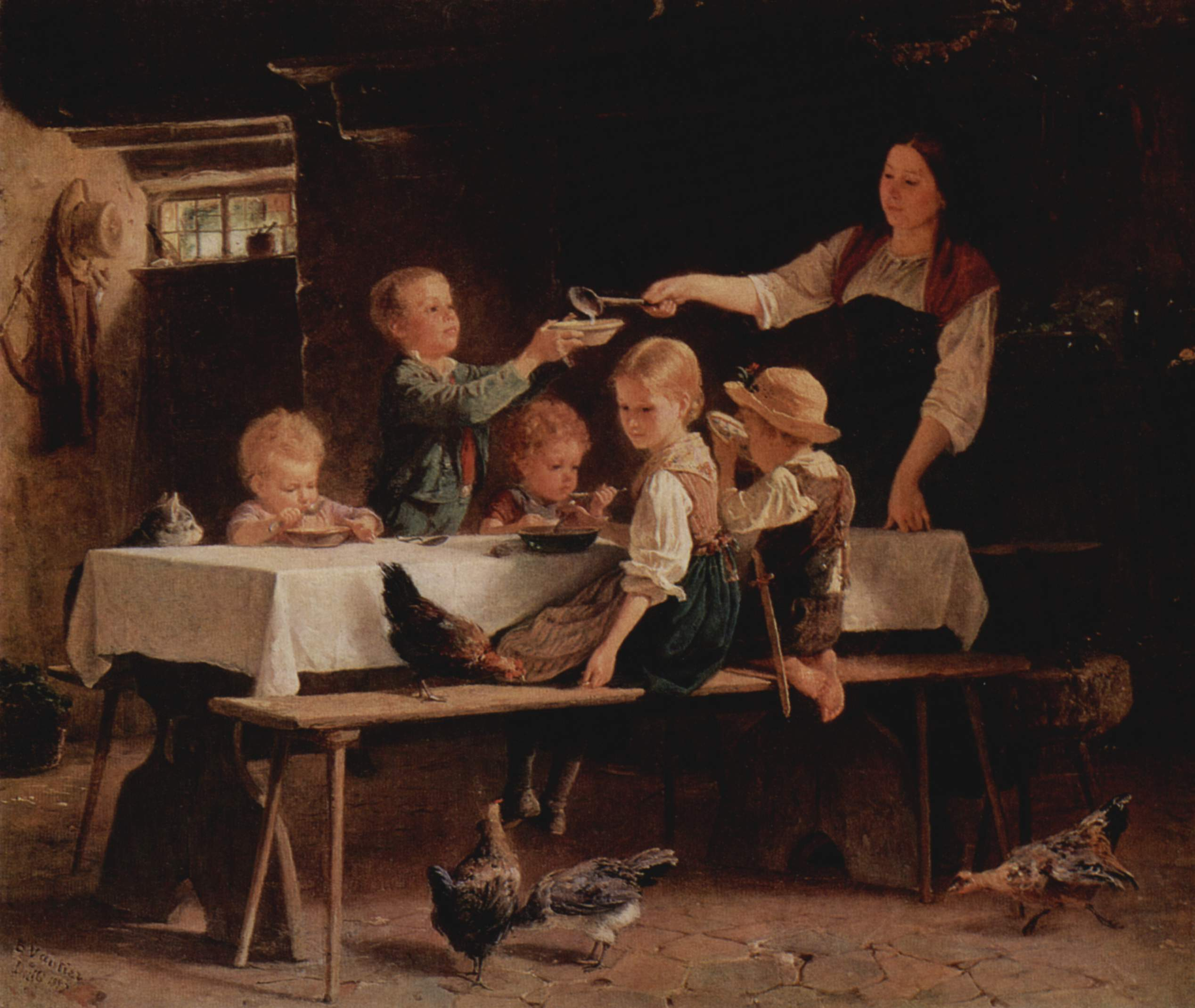
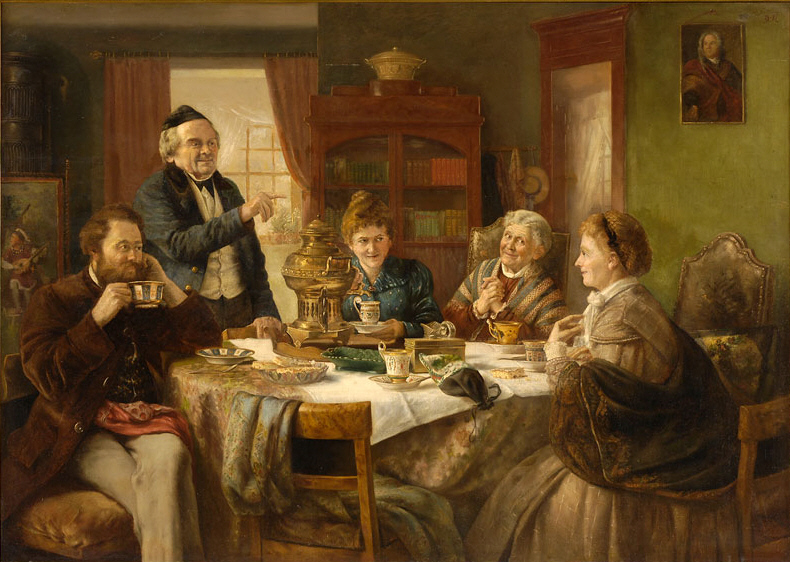
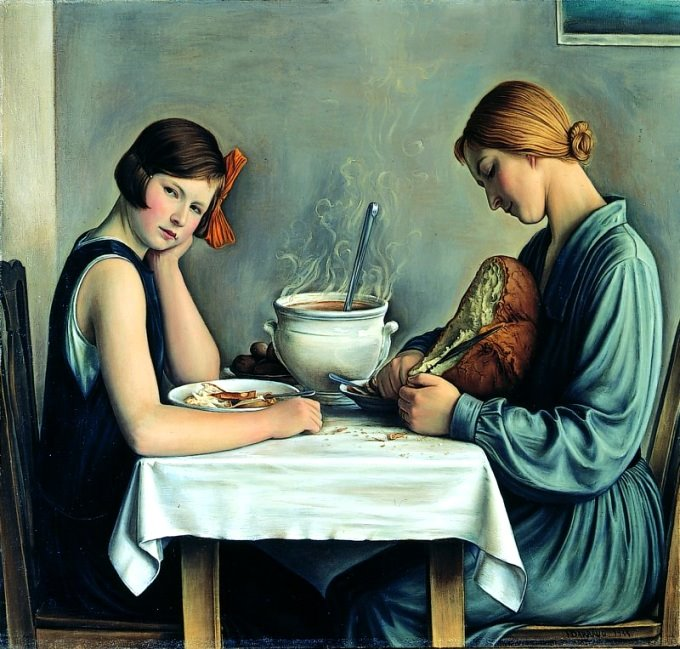
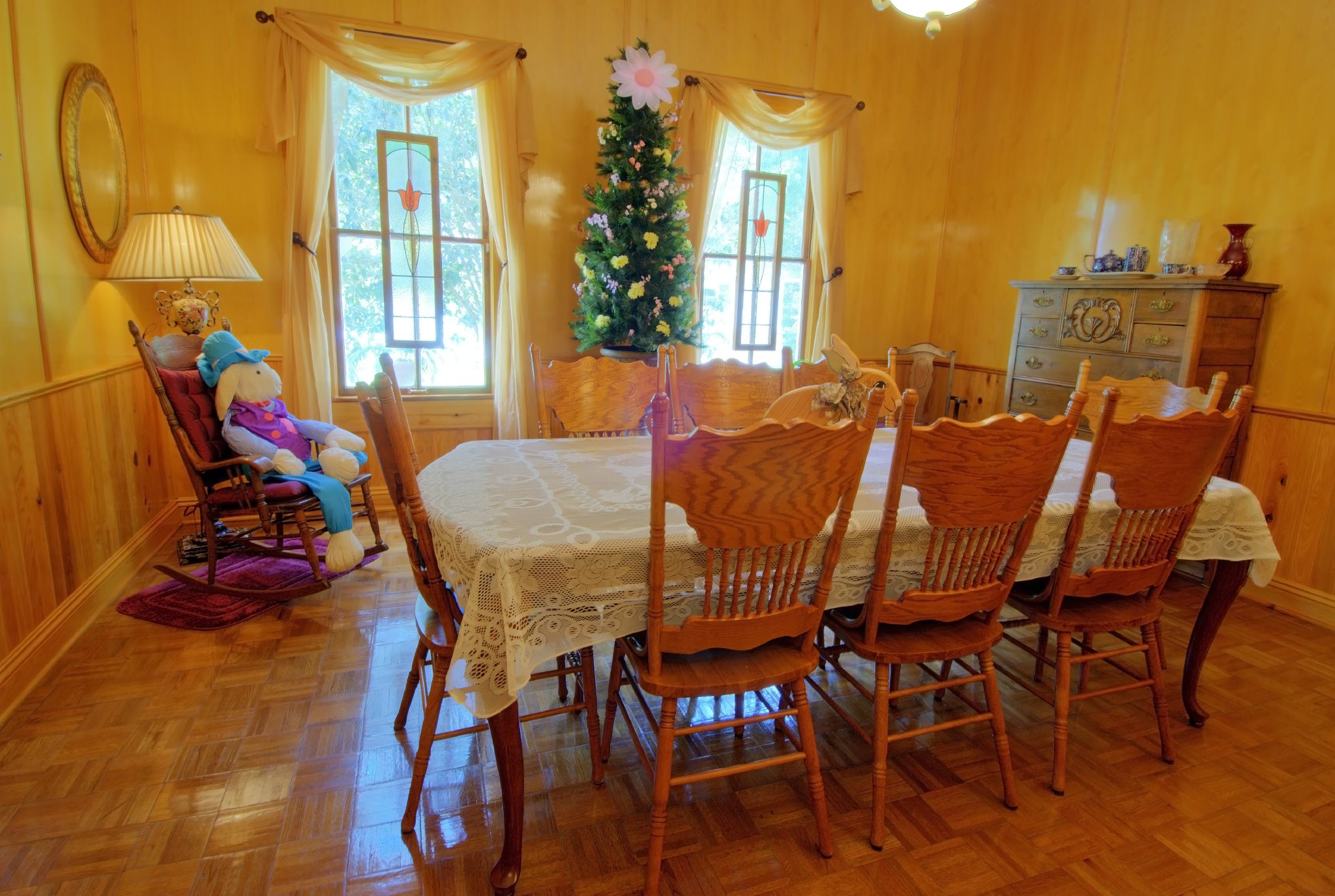
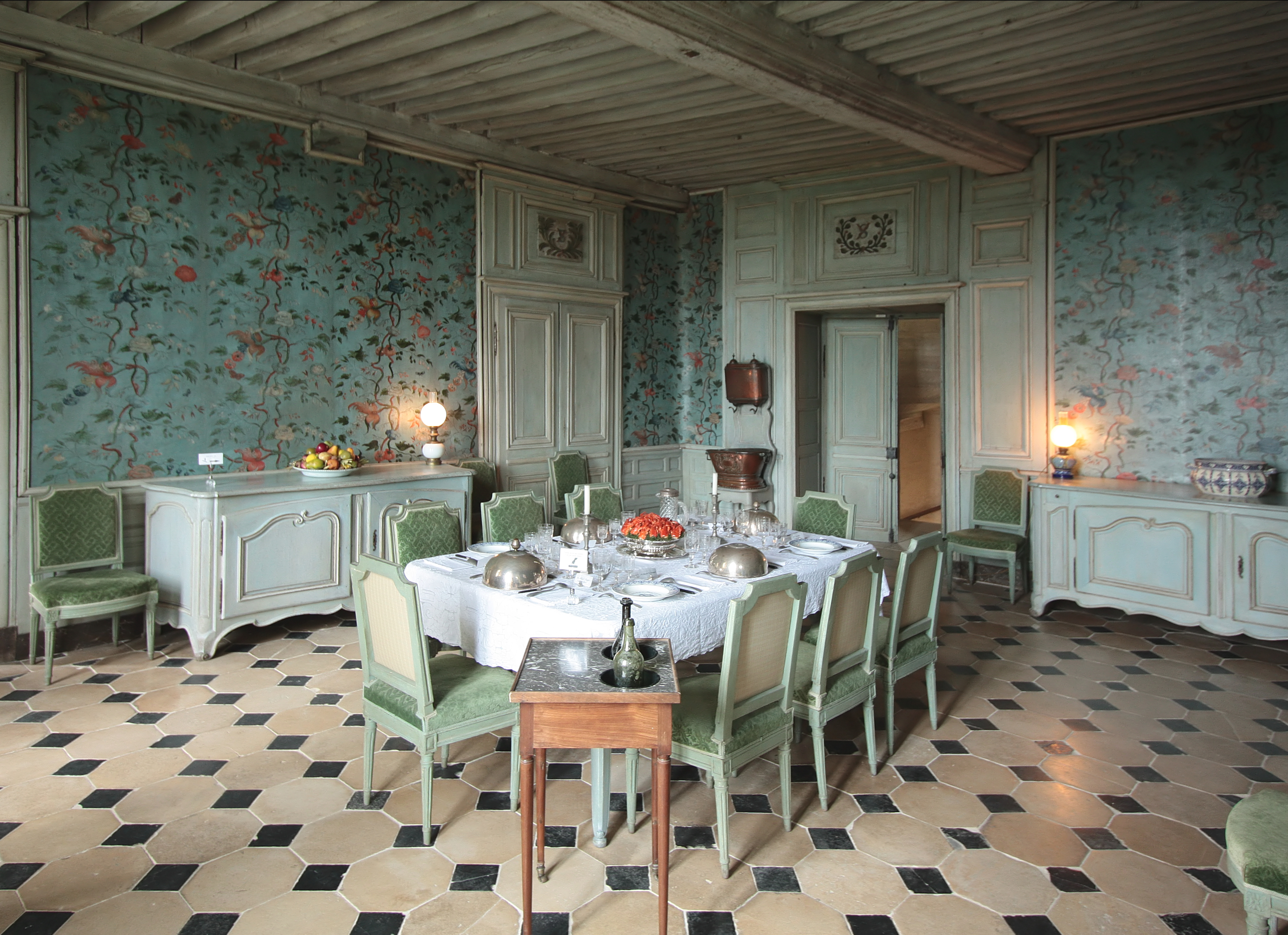
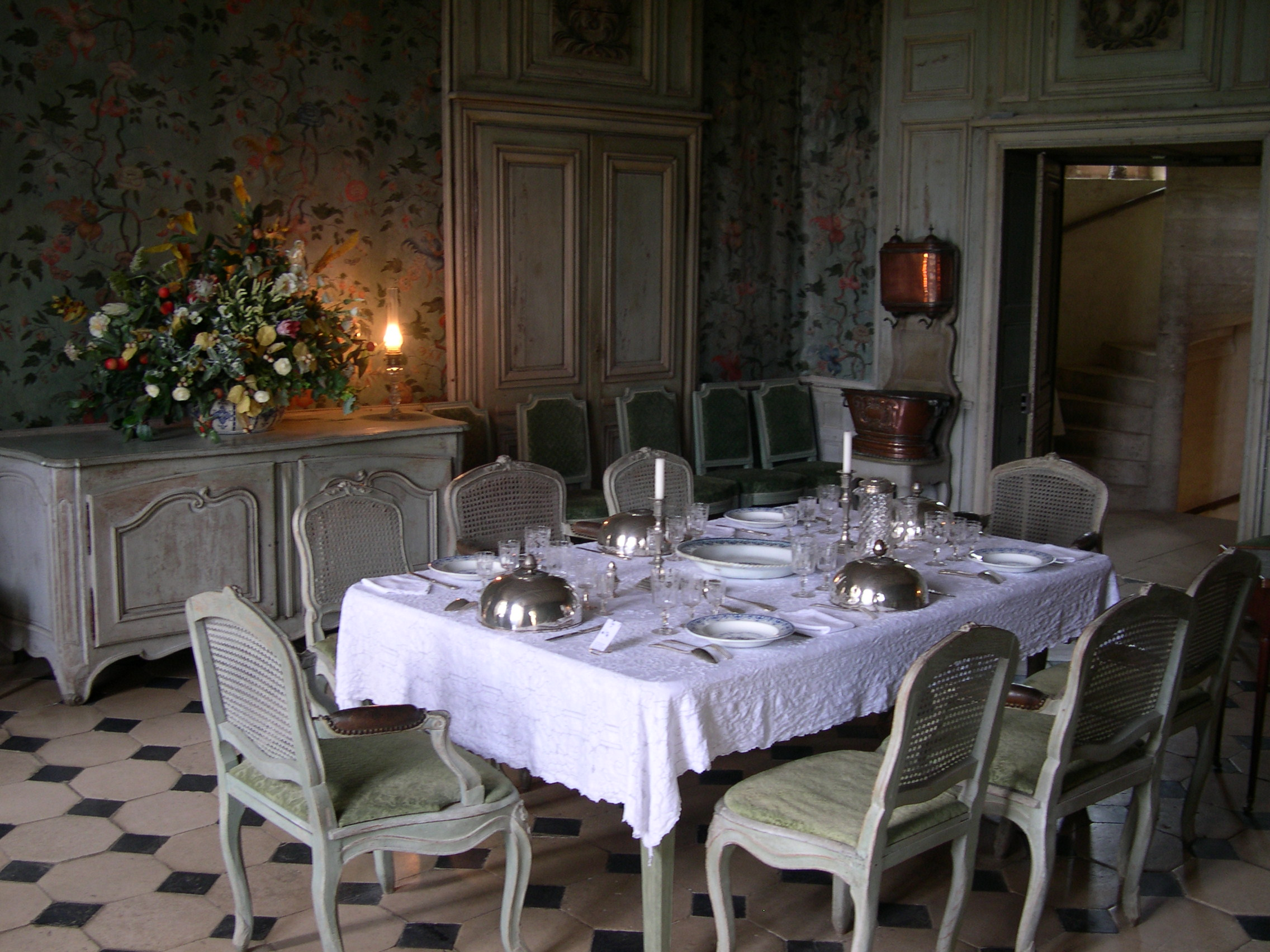
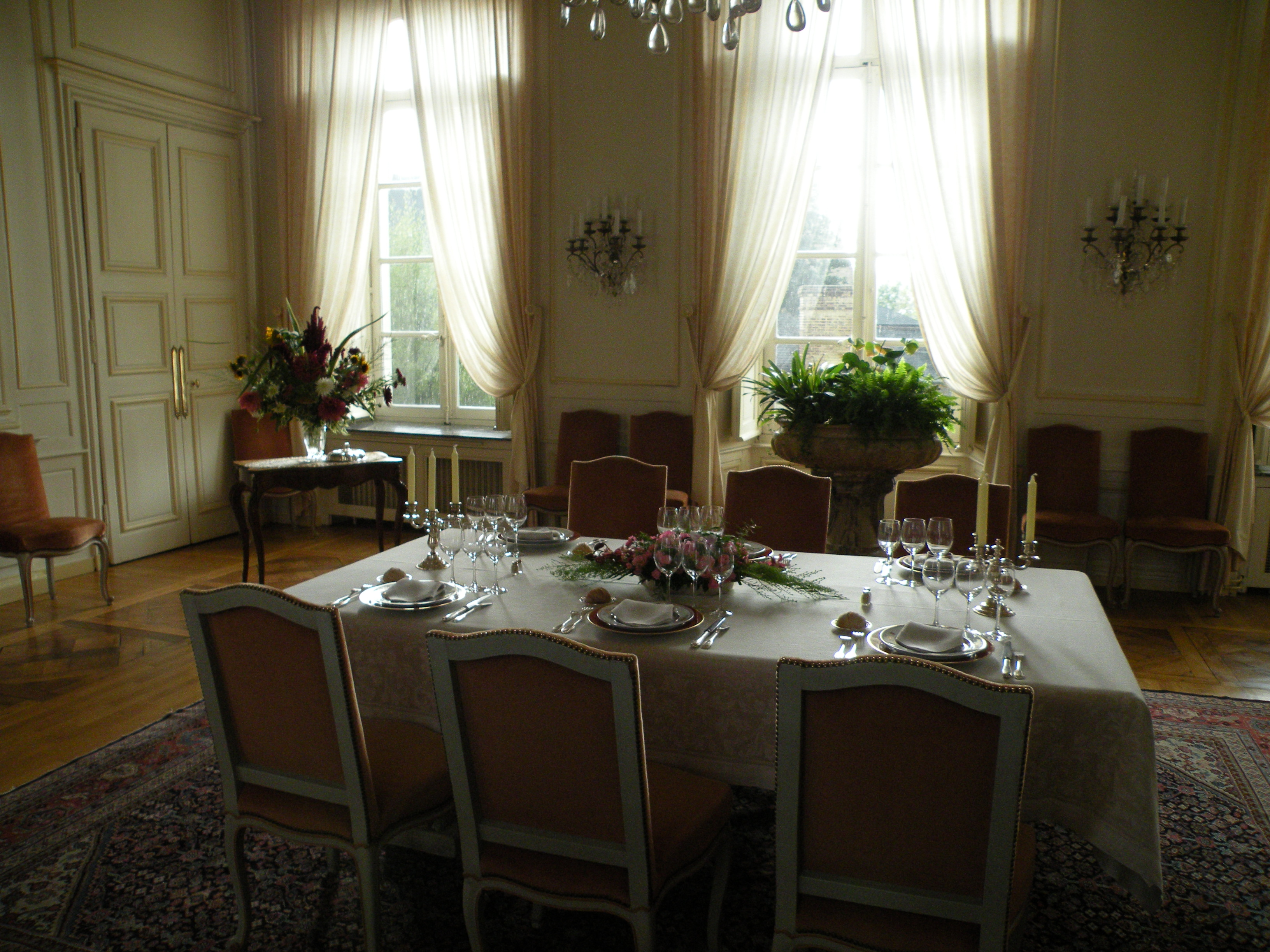
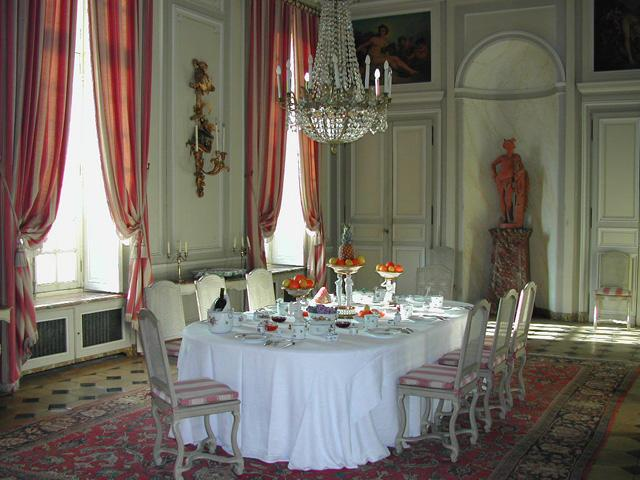
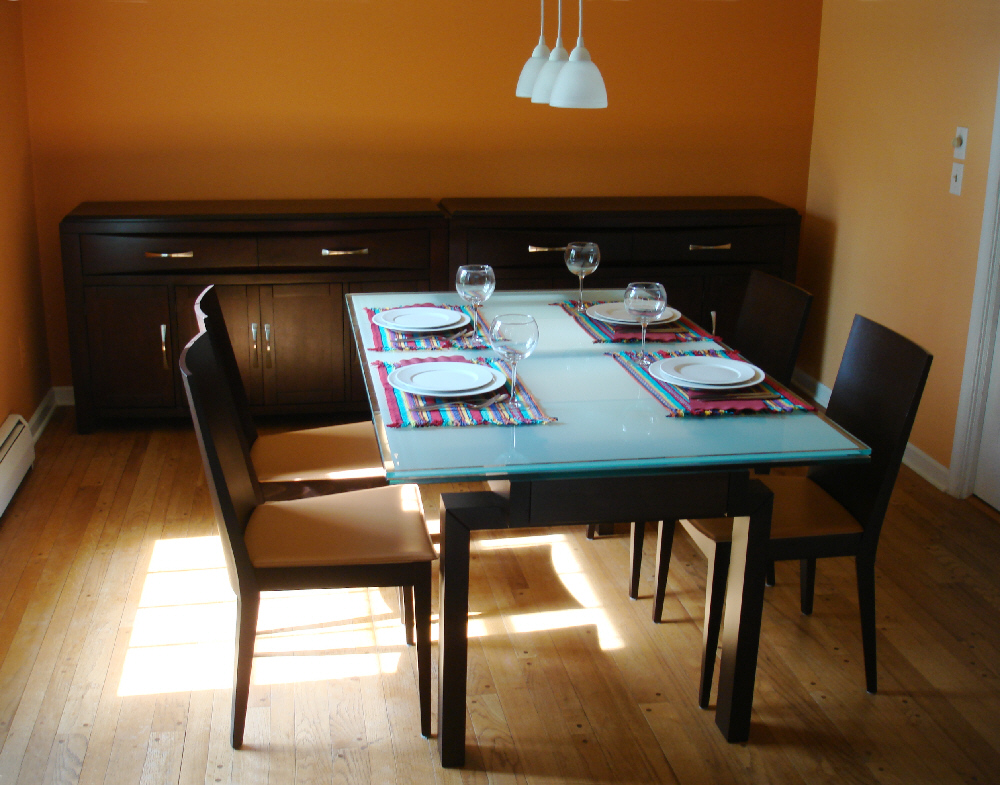
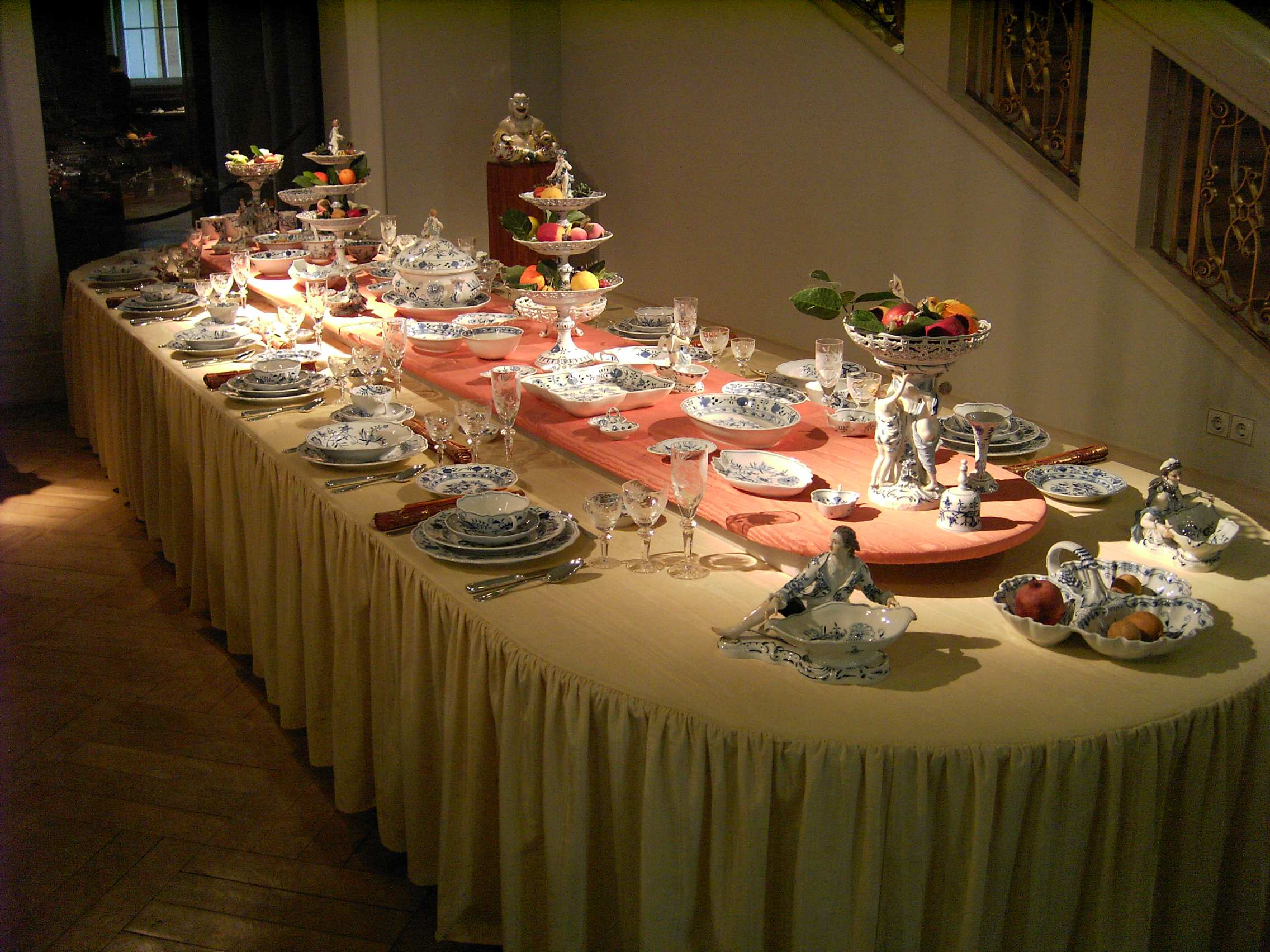